# Озеров Владислав Олександрович
Озеров Владислав Олександрович (30 вересня [11 жовтня] 1769, Борки (Казанське) Зубцовського повіту Тверської губернії — 5 [17] вересня 1816, там же) — російський драматург і поет, найбільш популярний з трагіків початку XIX століття.
Батько — директор Петербурзького лісового департаменту міністерства фінансів; мати походила з дворянського роду Блудових.
Вчився в Сухопутному шляхетському корпусі, де словесність викладав Я. Б. Княжнін. Однокласником Озерова був С. М. Глінка.
Владислав Озеров служив в російсько-турецьку війну 1787—1792. Потім був ад'ютантом начальника шляхетського корпусу графа Ангальта і одним з викладачів корпусу. Написав вірші на смерть Ангальта (1794); в тому ж році вийшли збірка віршів Озерова, очевидно, цілком знищена автором і до нас не дійшла, і переклад з французької «Елоїза до Абеляра», пов'язаний з особистою любовної драмою Озерова. Служив на цивільній службі в Сенаті, Експедиції державного господарства, Лісовому департаменті. При Павлові I Озеров, продовжуючи перебувати в Лісовому департаменті, повернувся на військову службу, в 1800 році йому присвоєно звання генерал-майора, в 1801 вийшов у відставку, але в 1803 знову повернувся в департамент вже як цивільний чиновник (дійсний статський радник).
З літературної точки зору Озеров був близьким до гуртка О. М. Оленіна, дружні відносини з яким зберіг на все життя. Славу здобув як автор віршованих трагедій, що дотримуються трьох єдностей класицизму, але пройнятих сентиментальним настроєм: «Ярополк і Олег» (1798 року, опублікована посмертно); «Едіп в Афінах» (1804 на сюжет Софокла за французькою переробкою; тут деякі сучасники бачили натяк на участь Олександра I в батьковбивстві, хоча государ завітав за виставу Озерова і деяким акторам дарував персні); «Фінгал» (1805, на сюжет оссіанічних творів Макферсона); «Димитрій Донський» (1807); «Поліксена» (1809).
Найбільший успіх випав на долю трагедії «Димитрій Донський», що з'явилася в обстановці наполеонівських воєн (битва при Прейсіш-Ейлау) і містила ряд патріотичних декларацій. Імператор надав автору особливу честь: побував на публічній виставі, подарував черговий перстень (на цей раз з вензелем) і дозволив посвячення п'єси йому. Незважаючи на безпрецедентний сценічний успіх, трагедія викликала ряд саркастичних розборів і пародій. Її недоліки вже тоді були очевидні деяким естетично розвиненим глядачам.